# Enguinegatte
Enguinegatte (niederländisch: Ingwinegate) ist eine Commune déléguée in der französischen Gemeinde Enquin-lez-Guinegatte mit 451 Einwohnern (Stand 1. Januar 2022) im Département Pas-de-Calais in der Region Hauts-de-France.  Sie gehörte zum Arrondissement Saint-Omer und zum Kanton Fruges.

## Geschichte
Enguinegatte war im Jahr 1479 der Schauplatz der Schlacht bei Guinegate (1479), 1513 der Schauplatz der Schlacht bei Guinegate (1513). Die Gemeinde Enguinegatte wurde am 1. Januar 2017 mit Enquin-les-Mines zur Commune nouvelle Enquin-lez-Guinegatte zusammengeschlossen.

### Einwohnerentwicklung
| 1962 | 1968 | 1975 | 1982 | 1990 | 1999 |
| ---- | ---- | ---- | ---- | ---- | ---- |
| 340  | 381  | 367  | 354  | 388  | 365  |

## Sehenswürdigkeiten
- sechs Oratorien

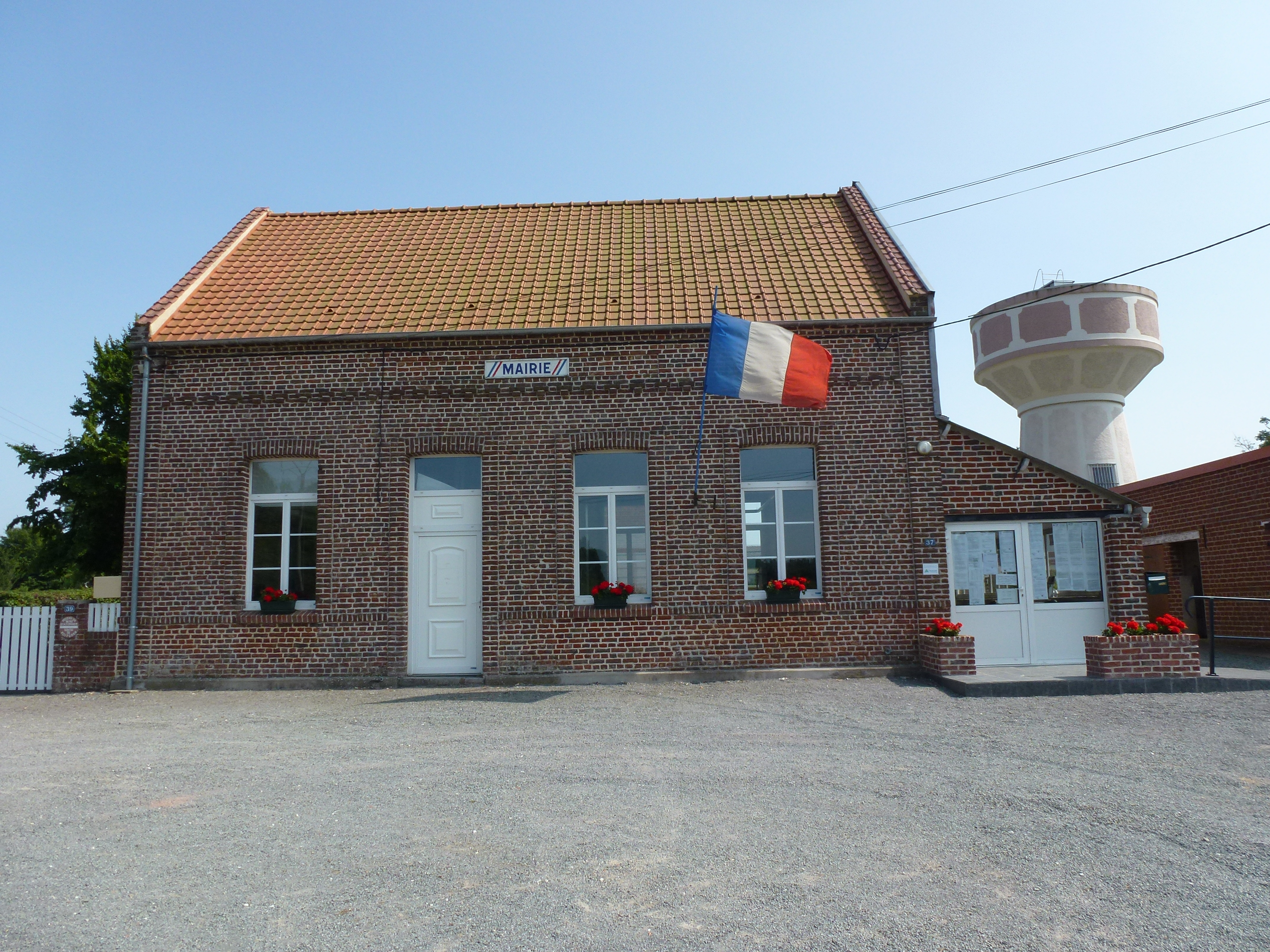
Ehemalige Mairie
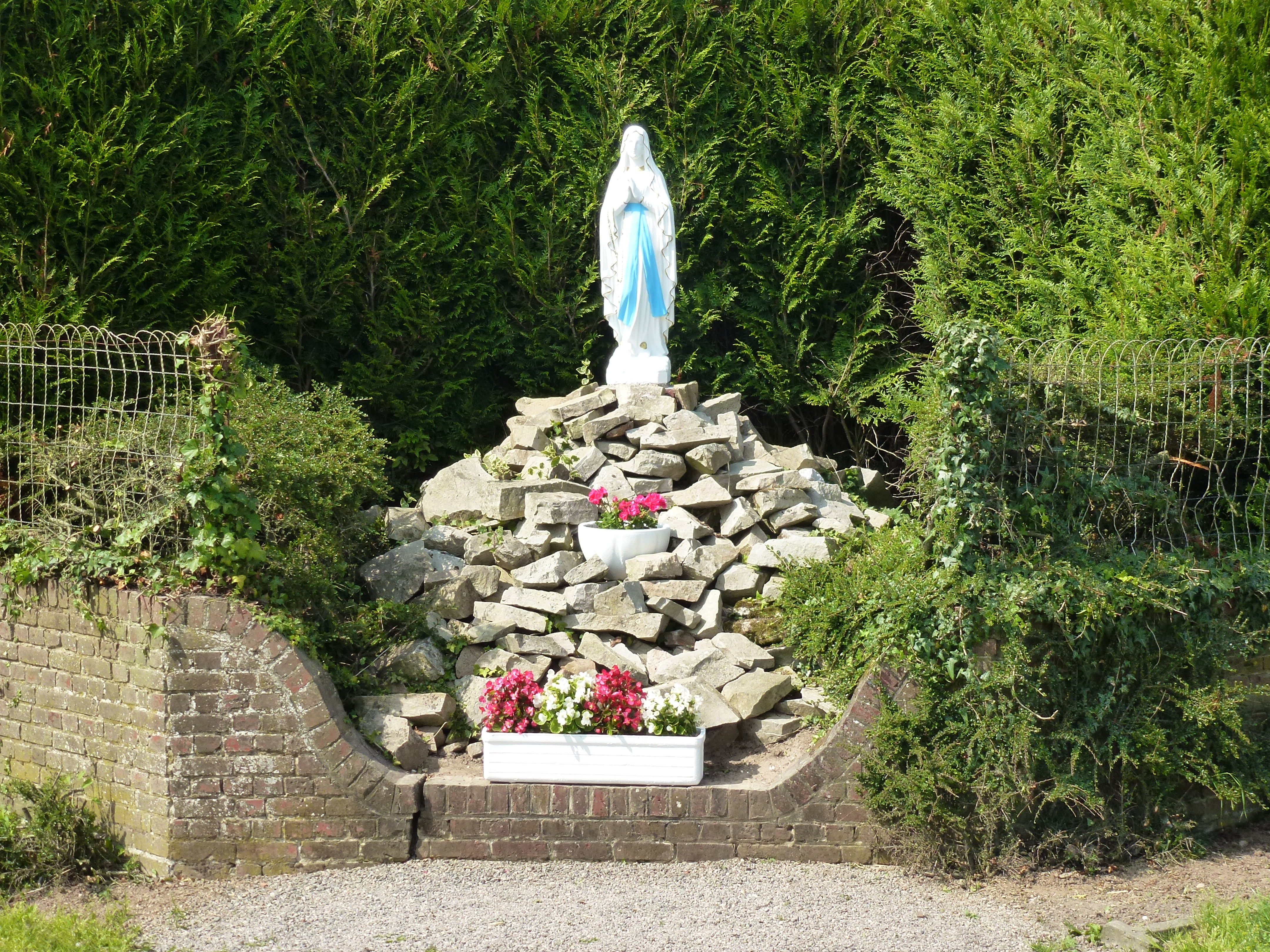
Marienstatue
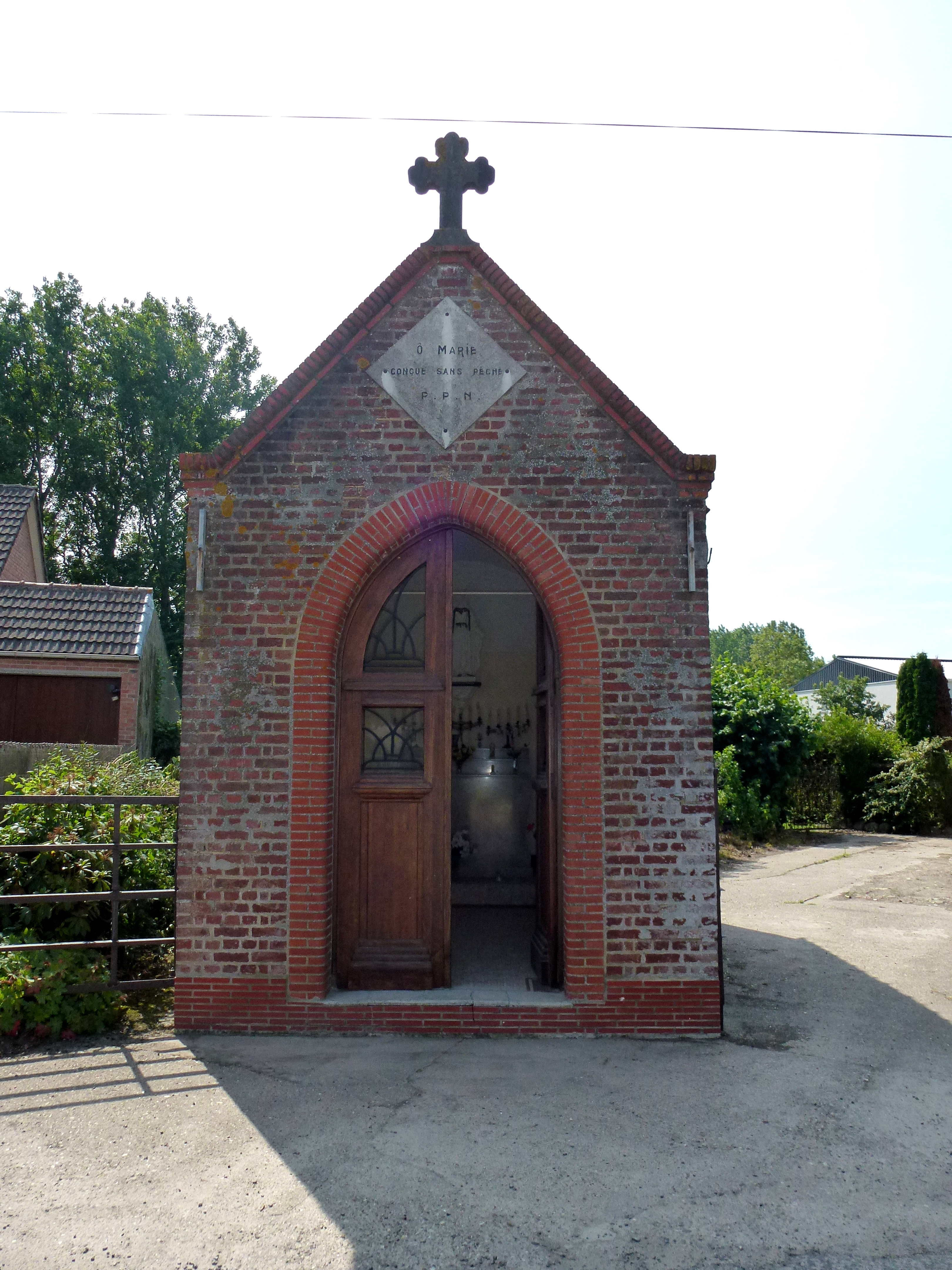
Oratorium Mariä Unbefleckte Empfängnis
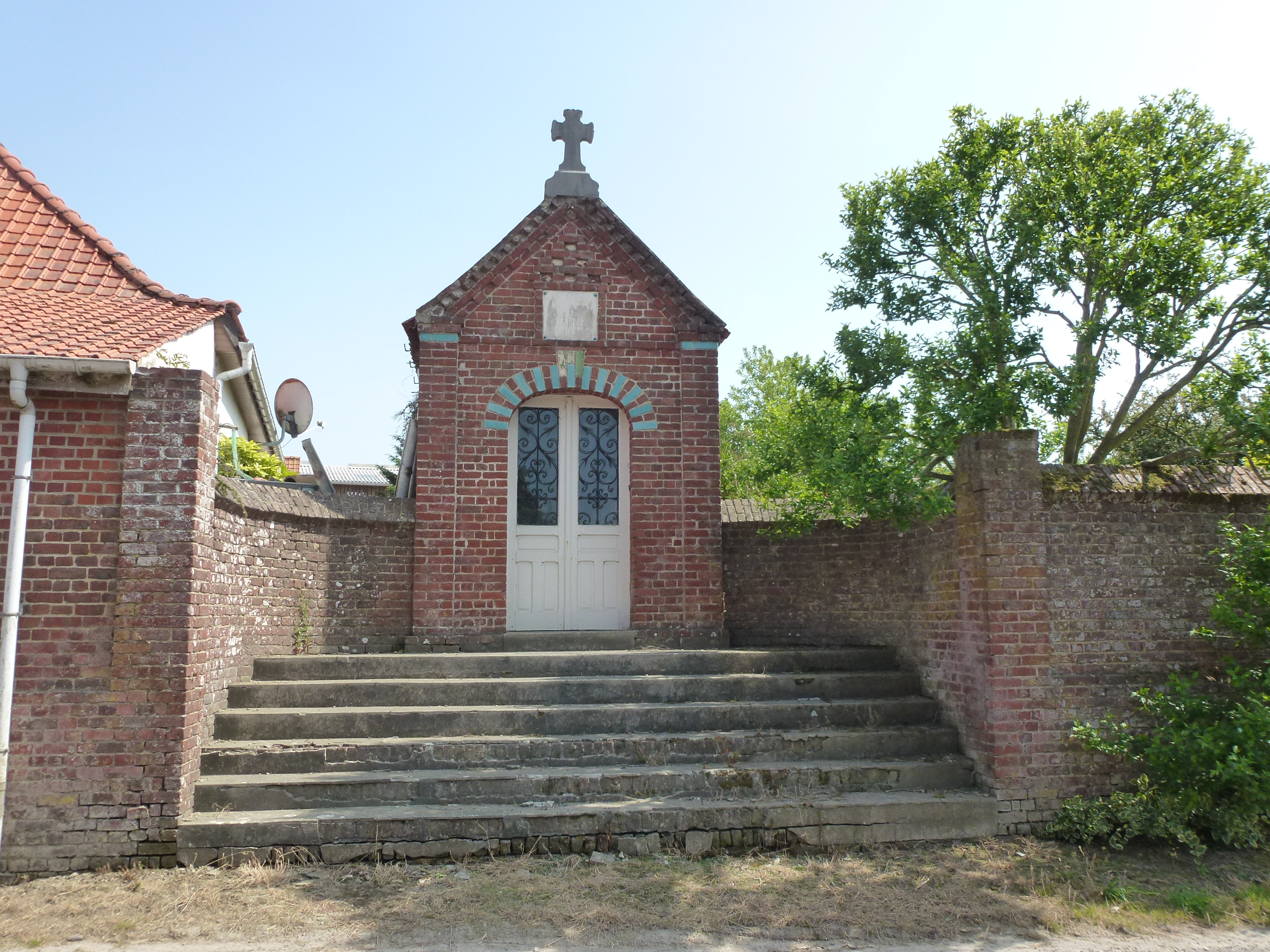
Oratorium Notre-Dame-de-Lourdes